# Yelarbon
Yelarbon är en ort i Australien. Den ligger i kommunen Goondiwindi och delstaten Queensland, omkring 250 kilometer sydväst om delstatshuvudstaden Brisbane. Antalet invånare är 450.
Trakten runt Yelarbon är nära nog obefolkad, med mindre än två invånare per kvadratkilometer.. Det finns inga andra samhällen i närheten.
I omgivningarna runt Yelarbon växer huvudsakligen savannskog. Genomsnittlig årsnederbörd är 782 millimeter. Den regnigaste månaden är januari, med i genomsnitt 190 mm nederbörd, och den torraste är september, med 19 mm nederbörd.